# Schleswig-Holstein-Sonderburg

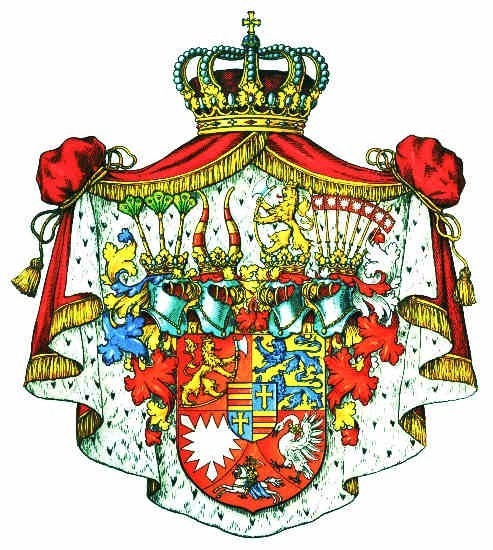
Huy hiệu Công tước Schleswig-Holstein-Sonderburg

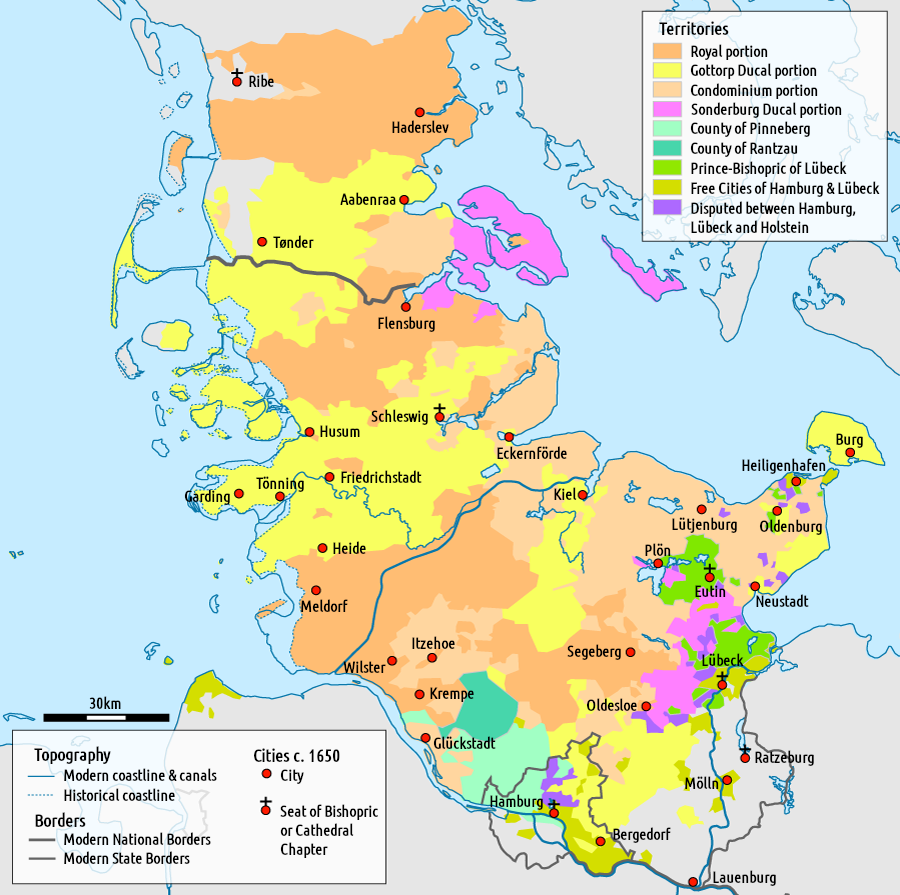
Schleswig và Holstein vào khoảng năm 1650: các điền trang của dòng Sonderburg được chia thành các vùng xung quanh đảo Als của Đan Mạch và các vùng phía Nam Plön

Schleswig-Holstein-Sonderburg là tên của một nhánh của Nhà Oldenburg cũng như tên vùng đất của họ. Nó tồn tại từ năm 1564 đến năm 1668 và là một công quốc danh nghĩa dưới Vua Đan Mạch, chứ không phải là một công quốc lãnh thổ thực sự theo đúng nghĩa của nó. Nơi cư ngụ của công tước là Sønderborg. Một số phần của lãnh thổ này nằm ở Đan Mạch (thuộc Công quốc Schleswig), chủ yếu trên các đảo Als và Ærø và xung quanh Glücksburg, trong khi những vùng đất khác là một phần của Đế quốc La Mã Thần thánh (thuộc Công quốc Holstein), bao gồm Ämter của Plön, Ahrensbök và Reinfeld. Do nhiều thỏa thuận thừa kế khác nhau, lãnh thổ này bị chia cắt thành nhiều vùng lãnh thổ nhỏ, cuối cùng được sáp nhập vào Đại Đan Mạch vào thế kỷ 18.

## Các công tước Schleswig-Holstein-Sonderburg
- Johann Trẻ (1564–1622)
- Alexander (1622–1627)
- Johann Christian (1627–1653)
- Christian Adolphus (1653–1668)